# Hot-Dry-Rock postupak
Hot-Dry-Rock (hrv. vrela-suha-stijena) ili skraćeno HDR je geotermalni postupak kojim se iskorištava toplinu koja je sadržana u Zemlji na dubini od 3 do 6 km. Na istom principu rade također HFR (Hot fractured rock) i EGS (Enhanced geothermal system) postupci. Postupak (HDR) temelji se na uspostavi i radu predimenzioniranog izmjenjivača topline.
U zemlju između, u pravilu dvije bušotine, radni medij, najčešće voda, se pod velikim pritiskom (do 150 bara) utiskuje u postojeće 
šupljine i procijepe koji se, i uz postojani i suprotno usmjereni tlak okolnih masa, šire. Ubrizgavanjem dolazi do formiranja novih pukotina, iste ostaju stalno očuvane pri promjeru manjim od jednog milimetra. Tako se stvara izmjenjivač topline s ogromnom površinom u području između bušotina, gdje vlada temperatura od približno 200°C. Tijekom gonjenja se sustavu kroz jednu bušotinu dovodi hladna voda i na drugoj bušotini, obogaćena eventualno prisutnom podzemnom vodom, zagrijana ponovo skuplja. Prirodni toplinski uzgon vrele vode olakšava cirkulaciju u sustavu. HDR i EGS tehnologije predviđene su za proizvodnju u ritmu od 24 sata dnevno tokom tjedna kao i što to danas čine elektrane na fosilna goriva. Kao najbolje lokacije su se pokazale one s geološkom strukturom koja sadržava duboke slojeve granita prekrivene sedimentima debljine od 3 do 6 km koji čine vrstu izolacije koja zadržava prirodnu toplinu.

### CO2EGS
Istraživanja obavljena u Los Alamo National Laboratories i Lawrence Berkeley National laboratories proučavala su korištenje super-kritičnog CO2 umjesto vode kao radni medij u geotermalnom procesu. CO2 ima neke prednosti u EGS sustavima:
- Veća korisnost
- Minimizirani gubici od pumpanja i hlađenja
- Korištenje inače štetnog ugljik(IV)oksida
- Minimizirana uporaba vode

## Primjena u svijetu
U unutrašnjosti (naše) Zemlje krije se velika termalna energija. Ispod europskog kopna, na dubini od 40 km, temperatura se kreće oko 1000°C. Energija podzemlja praktički je neiscrpna i predstavlja velike energetske rezerve. Na toj osnovi organiziran je godine 1987. Znanstveni program za postupak Hot - Dry - Rock kojim se želi ispitati mogućnost iskorištenja topline pod površinom Zemlje. Program se već ostvaruje u Francuskoj (Elzas), u mjestu Soultz-sons-Forets, u okviru europskog zajedništva. Mjesto istraživanja uzeto je geološki kao reprezentativno. Slična geološka građa prostire se u Francuskoj na površini od nekih 30000 km2. Na dubini od 4500 do 5500 metara može se desetljećima crpsti energija, koja po prilici odgovara energiji 10 nuklearnih elektrana. Na temelju iskustava na ovim ispitivanjima u Francuskoj planira se izgradnja pilot projekta. Da se to omogući osnovana je europska interesna grupa GIRE (Exploatation Miniëre de la Chaleur) čiji su članovi velike europske elektroprivrede, kao npr. EdF. Pilotsko bi postrojenje imalo snagu 5 do 6 MW. Radovi na projektu započeli su godine 2001. uz pomoć Europske komisije. Na radovima projekta sudjeluju znanstvenici i stručnjaci mnogih europskih država i država izvan Europe. Pod pretpostavkom da će pokusi u Francuskoj i navedeni pilot projekt biti uspješni, planira se izgradnja industrijskog postrojenja,
električne snage 25 MW. Izbušilo bi se 9 rupa. Dvije bi služile za ubrizgavanje vode, a 6 za izlazak vruće vode.
Budu li sva navedena ispitivanja i pilot projekt uspješni, budući industrijski razvoj ovisit će o proizvodnji, s obzirom na
slobodno natjecanje u opskrbi električnom energijom. Mnogo još ima nepoznanica u geotermalnom iskorištenju energije. Za industrijsku su proizvodnju od velike važnosti troškovi postrojenja. Ako bi se postrojenja gradila u serijskim jedinicama uz poreznu potporu i standardizaciju, to bi bitno utjecalo na sniženje cijene postrojenja. Svakako treba s time računati da će se niži nivo cijena ustaliti tek nakon nekog vremena. Prema tome je nužno da Francuska, slično kao i Njemačka, propiše odgovarajuću poreznu politiku kojom bi stimulirala ovakvo dobivanje električne energije, koje ne šteti okolišu i ne ostavlja štetne tragove.

### Industrija
Komercijalni projekti se razvijaju ili se već nalaze u radu u Australiji, Ujedinjenom Kraljevstvu i Njemačkoj. 
Najveći projekt na svijetu se razvije u Australiji, Cooper Basin od tvrtke Geodynamics. Projekt ima potencijal razviti snagu od 5000 do 10000 MW. Australija ima trenutno 33 poduzeća koja se bave HDR tehnologijama. 
Povoljna politika SR Njemačke po pitanju obnovljivih izvora pogoduje i razvoju HDR bazirane tehnologije. Iako relativno siromašna geotermalnim izvorima u Landau je još uvijek profitabilni EGS projekt u radu.

## Prednosti
Očito da je najveća prednost Hot-Dry-Rock tehnologija njihovo svojstvo kao obnovljivi izvor, bez emisija CO2. Također se i sama postrojenja daju izvesti u različitim veličinama i pogodna su za primjenu u različitim dijelovima svijeta.

## Nedostaci
Utiskivanjem vode, mijenja se tijekom HDR postupka, stanje naprezanja u stijenama. Dolazi do neprimjetnih potresa, koji mogu dovest do proširenja postojećih pukotina, tako da se podiže površina ispod koje se utisnuta voda zagrijava. Jačina tih potresa je prema mišljenju mnogih stručnjaka zanemariva, gotovo su potpuno neprimjetna i ne uzrokuju nikakvu štetu. Kritičari ove tehnologije pribojavaju se kako bi moglo doći i do većih potresa. Tako je u prosincu 2006. pri Deep-Heat-Mining-Project u Baselu došlo do potresa, ne samo onih manjih predviđenih, nego i do jednog jačine od 3.5 na Richter-ovoj ljestvici. Veće štete nije bilo, ali zbog nezadovoljstva stanovništva daljnja su istraživanja obustavljena.